# Més Avant (1936)
Més Avant era un suplement del diari "La Cruz" que es va publicar entre juny i juliol de 1936, portaveu de l'avantguardisme de la Federació de Joves Cristians de Catalunya a l'Arxidiòcesi de Tarragona.

## Història
El primer número de Més Avant es va publicar com a suplement del diari "La Cruz" el 19 de juny de 1936. Amb una periodicitat mensual, apareixia en l'edició matinal del diari. La seva administració i redacció es trobava situada a la Rambla de Sant Carlos, 11, principal de Tarragona i era imprès a Tip. de Torres & Virgili de la mateixa ciutat.
Els seus articles estaven escrits en català i castellà.
El grup "Més Avant", del qual era portaveu el suplement que portava el mateix nom, fou un dels nombrosos grups catòlics cristians que sorgiren durant la Segona República Espanyola arreu de Catalunya i de l'Estat espanyol. Era un dels grups avantguardistes promoguts per la diòcesi de Tarragona amb l'objectiu de "facilitar a tots la tasca per incrementar el moviment" (Més Avant, núm. 1. Editorial, 19 de juny de 1936). S'emmirallaven "Acció Catòlica", organització cristiana apolítica a la qual volien emular. Es declaraven apolítics i seguidors de Crist, però imbuïts d'un cert maniqueisme simplista, ja que es referien a tot allò que no estava relacionat amb la religió com a “esperit satànic que destrueix amb rabiosa força” (“Anhels de Pau”. Més Avant, núm.2, p.1). La seva actuació social se centrava en el marc de les parròquies, en les quals, organitzaven el cercle d'estudi i es feien cursets i classes de catequesi. Comptaven també amb la secció esportiva, des d'on organitzaven excursions i gimnàstica.
Del dos únics números publicats es desprèn un sentiment nacionalista i fins i tot es manifesta certa simpatia vers el sentiment patriòtic promogut per Estat Català.
En l'Editorial del primer exemplar, titulada "Més Avant" parlen de la seva consigna, que precisament és la que dona nom al suplement:
| «                                                  | Els fejocistes de la nostre diòcesi tarragonina tenen per consigna “Més i Millor”, fidels intèrprets dels designis del Papa. Els avantguardistes, èmuls dels fejocistes, tindrem el “Més Avant!”. Hem iniciat la nostra actuació en el camp de l’Acció Catòlica i passarem més avant...Per Déu i per la Pàtria, doncs, més avant, sempre més avant... | » |
| — Editorial, Més Avant, núm.1, 19 de juny de 1936. | |   |

Polemitzaren amb l'esperit laïcista de la societat, al entrar en contraposició amb la seva aferrissada defensa de la moral cristiana catòlica.
L'aparició d'aquesta publicació és fruït d'una reafirmació del moviment catòlic de la diòcesi tarragonina i de la importància d'educar a la joventut sota les consignes avantguardistes. L'any 1936, fruit d'aquest pensament, sorgiren molts grups avantguardistes a la ciutat i la província de Tarragona.
Els temes més tractats entre les seves pàgines eren les activitats que ocupaven als diferents grups avantguardistes arreu de la província. Al sorgir la publicació a l'estiu, feien especial incidència en les colònies organitzades per l'Arquebisbat. Però també si tractaven temes polítics de Tarragona, reunions de grups avantguardistes, circulars de l'Ajuntament de Tarragona, naixements i defuncions del Registre Civil, entre d'altres.
Algunes seccions de la publicació eren: "L'Editorial", "Vida religiosa", on es podia trobar informació del Santoral, els cultes del dia i de l'endemà, horaris de misses, etc., "Climatologia", "Ajuntament", "Esportives" i "Crònica", on es recollien notícies diverses. Dita secció ocupava quatre columnes. Aquestes notícies es publicaven agrupades en els següents subtítols: "Política" i "Centros Oficiales", aquesta última englobava: l'Ajuntament, la delegació d'Hisenda i el Registre Civil. A la darrera pàgina es podia trobar informació sobre programes de ràdio a la secció "La Ràdio al dia" i també sobre l'estat de la mar a "Marítimes", com també notícies d'última hora, comarcals i nacionals, a la secció: "Información de última hora".
Incloïa publicitat de llibres, de productes diversos, alguns originaris de Madrid i també del diari del qual eren suplement.
Són pocs els articles que venen signats. Destaquen els d'Andreu Hurtado, Joel i F. Rovira. I pel que es desprèn de la lectura d'aquests articles, com és el cas de l'escrit per F. Rovira: "A colònies!", la publicació, sembla ser, que anava dirigida a gent benestant, probablement, la mateixa que pagava els anuncis que apareixen a la publicació.
Més Avant desaparegué amb l'esclat de la Guerra Civil Espanyola. L'últim número fou el publicat el 17 de juliol de 1936.
A la Biblioteca Hemeroteca Municipal de Tarragona se'n conserva la col·lecció. Es pot consultar digitalitzada a la Biblioteca Virtual de Prensa Histórica.

## Aspectes tècnics
El número de pàgines oscil·la entre 3 i 4 de 48 x 33 cm. a 5 columnes de 6 cm cadascuna.
Pel que fa a la mesura de la capçalera és de 6 x 28,5 cm. A l'esquerra hi apareix l'anagrama de l'avantguardisme de la Federació de Joves Cristians de Catalunya i a la dreta l'anagrama dels fejocistes.
Inclou fotografies amb finalitats propagandístiques.